# Músculo infraespinoso
El músculo infraespinoso ([TA]: musculus infraspinatus) es un músculo que se origina en la fosa infraespinosa, que ocupa totalmente, y desde ahí su tendón se dirige a la cara postero-externa del tubérculo mayor del húmero (conocido como troquiter, más específicamente se dirige a la carilla más externa del troquiter). Este músculo es superficial pero está cubierto por una fuerte fascia que lo aplasta contra la escápula.
Se origina en los dos tercios internos de la fosa infraespinosa de la escápula, y se inserta en la tuberosidad mayor del húmero, por detrás del músculo supraespinoso.

## Inervación
Está inervado por el nervio supraescapular, que viene de las ramas de C5 y C6 del plexo braquial.

## Irrigación
Está irrigado por la arteria supraescapular.

## Función
Su función es de rotador externo, coaptador (REGULAR) y tiene poca capacidad de abducción.   
- Datos: Q19087
- Multimedia: Infraspinatus muscles / Q19087